# Asplenium blastophorum
Asplenium blastophorum är en svartbräkenväxtart som beskrevs av Georg Hans Emmo Wolfgang Hieronymus. Asplenium blastophorum ingår i släktet Asplenium och familjen Aspleniaceae. Inga underarter finns listade.